# Быткин, Анатолий Максимович
Анатолий Максимович Быткин (13 февраля 1949, Ингулец, Днепропетровская область — 15 сентября 2009, Самара) — советский футболист, полузащитник и защитник. Игрок клубов «Кривбасс» и «Крылья Советов» (Куйбышев).

## Биография
Родился 13 февраля 1949 года в пгт Ингулец (ныне в черте города Кривой Рог) Широковского района Днепропетровской области УССР, СССР.
В 1979 году играл за «Крылья Советов», когда команда последний раз выступала в высшей лиге чемпионата СССР.
В 2001 году — заместитель генерального директора ФК «Крылья Советов». В сезоне 2001 года тренировал клуб «Лада» (Тольятти).
В 2007—2009 годах был руководителем кладбища «Рубежное».
Умер 15 сентября 2009 года в Самаре.

## Награды и звания
- 2009 — Заслуженный ветеран ФК «Крылья Советов».